# Marian Rose

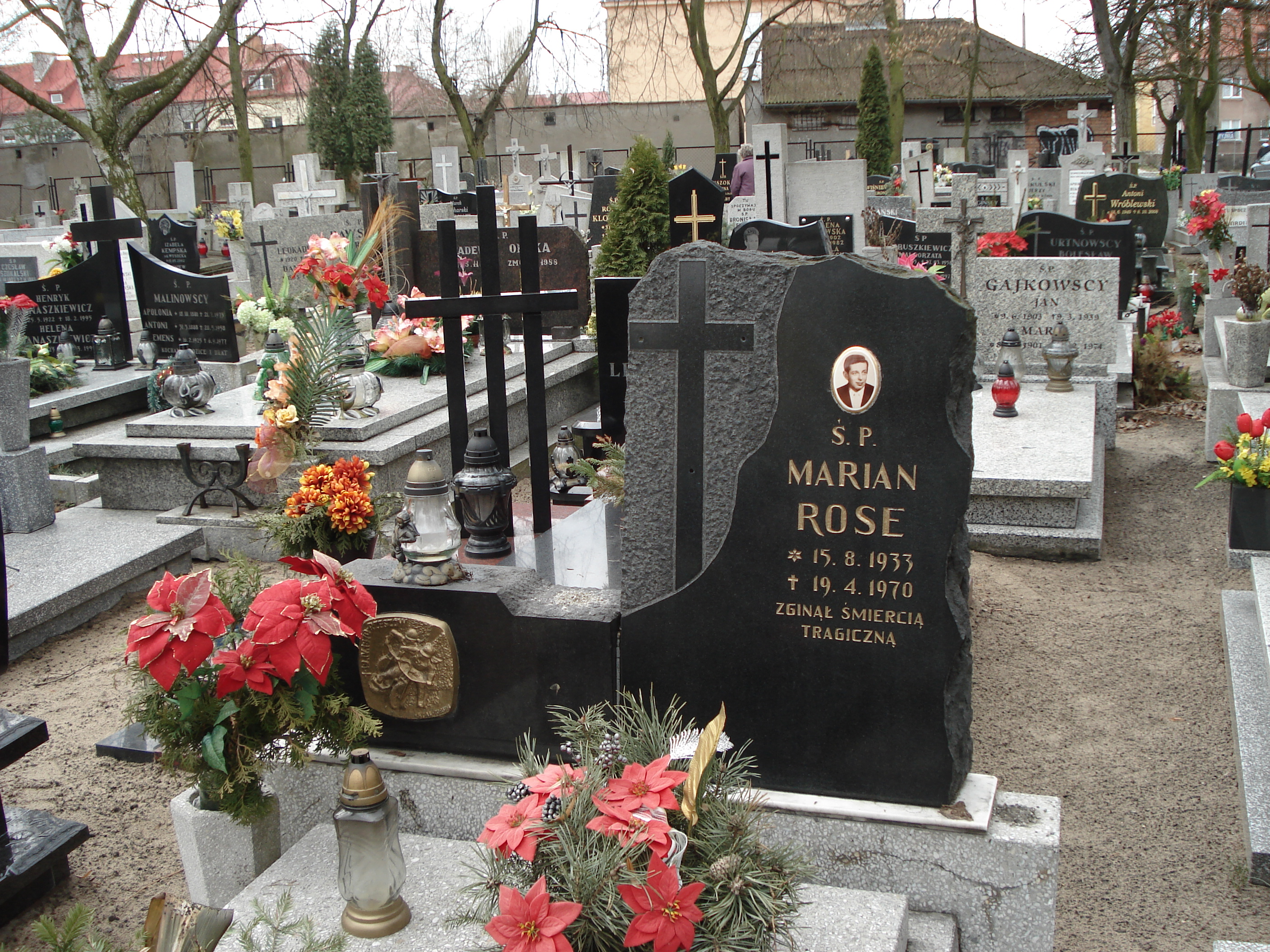
Nagrobek Mariana Rosego

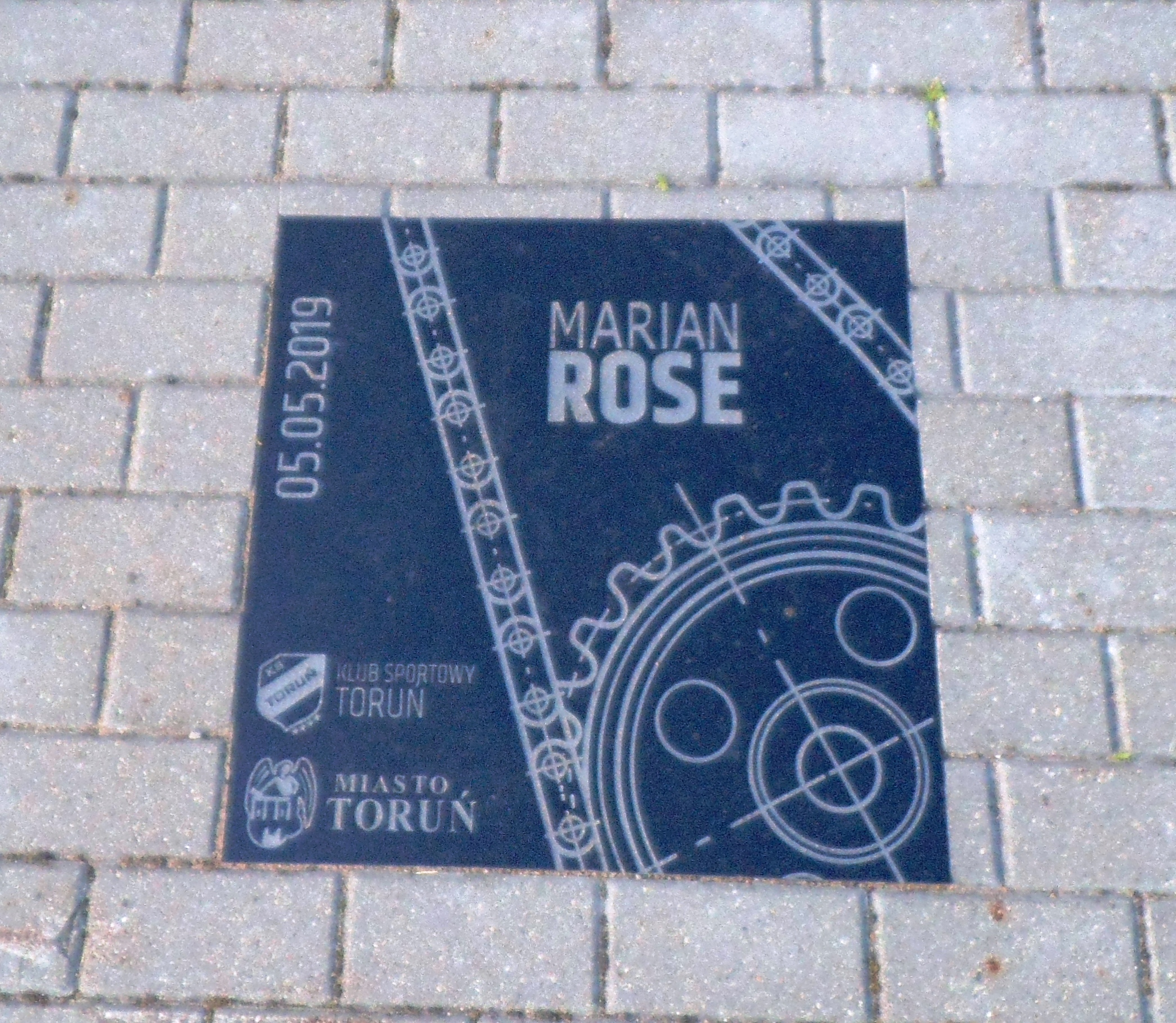
Tablica poświęcona Marianowi Rosemu w Toruńskiej Alei Sportu Żużlowego

Marian Stefan Rose (ur. 15 sierpnia 1933 w Toruniu, zm. 19 kwietnia 1970 w Rzeszowie) – polski żużlowiec. Drużynowy mistrz świata (1966)

## Życiorys

### Kariera sportowa
Jego pierwszym klubem był LPŻ (Liga Przyjaciół Żołnierza) Toruń. Licencję żużlową otrzymał w 1958, jeszcze w tym samym roku startował w pierwszych zawodach, m.in. zajął 3. miejsce w mistrzostwach Torunia. W barwach tego zespołu debiutował 19 kwietnia 1959 w rozgrywkach III ligi, w 1960 jeździł w rozgrywkach grupy zachodniej II ligi. W 1961 był zawodnikiem II-ligowego Miejskiego Klubu Żużlowego (MKŻ) w Toruniu. W tym samym roku uzyskał także uprawnienia instruktora sportu żużlowego. Od 1962 jeździł w barwach Stali Toruń (późniejszego Apatora), występującego wówczas w II lidze.   
W 1964 zajął z reprezentacją Polski czwarte miejsce na mistrzostwach świata, w 1966 zdobył z nią drużynowe mistrzostwa świata. W zawodach o indywidualne mistrzostwo świata pięciokrotnie wystąpił w finale kontynentalnym. W 1963 10. miejsce, w 1964 - 10. miejsce, w 1965 - 8. miejsce, następnie był 11. miejsce w finale europejskim, co dało mu status rezerwowego w finale światowym. W 1966 zajął 10. miejsce w finale kontynentalnym, w 1967 10. miejsce w ćwierćfinale kontynentalnym. Cztery razy startował w finale indywidualnych mistrzostw Polski, zajmując 2. miejsce w 1966, 13. miejsce w 1961, 8. miejsce w 1964 i 7. miejsce w 1965. 
19 kwietnia 1970 doznał obrażeń w wyniku wypadku podczas zawodów ligowych na torze żużlowym w Rzeszowie i jeszcze tego samego dnia zmarł w tamtejszym szpitalu. 

### Życie prywatne i zawodowe
Jego rodzicami byli Helena Rose, z d. Zaklikowskiej (1912-1990) i Stefan Rose (1905-1966), który zginął w wypadku komunikacyjnym. Miał dwie młodsze siostry - Halinę i Krystynę. Z wykształcenia był technikiem-ślusarzem, po ukończeniu szkoły średniej pracował jako cywilny pracownik w wojsku i jako instruktor nauki jazdy w toruńskiej Lidze Przyjaciół Żołnierza. W latach 60. został taksówkarzem. Był dwukrotnie żonaty (w 1960 i w 1969).
Został pochowany na cmentarzu NMP przy ul. Wybickiego w Toruniu.

### Upamiętnienie
Od 1974 organizowano zawody sportowe jego imienia. Jego imię nadano też w 1994 ówczesnemu stadionowi Apatora w Toruniu, został także patronem Motoareny Toruń. Zawodnik został także uhonorowany tablicą w Toruńskiej Alei Sportu Żużlowego. Jego imieniem nazwano również jeden z toruńskich tramwajów.

## Starty w lidze
Starty w lidze polskiej
- LPŻ Toruń: 1959 - III liga (7. miejsce), 1960 - II liga - (6. miejsce)
- MKŻ Toruń: 1961 - II liga (7. miejsce)
- Stal Toruń – II liga (1962 - 3. miejsce i druga średnia wyników, 1963 - 6. miejsce i trzecia średnia wyników, 1964 - 7. miejsce i  pierwsza średnia wyników (2,67), 1965 - 4. miejsce i druga średnia wyników, 1966 - 5. miejsce i pierwsza średnia wyników (oficjalnie 2,96, faktycznie 2,75), 1967 - 6. miejsce i pierwsza średnia wyników (oficjalnie 2,97, faktycznie 2,83), 1968 - 7. miejsce i jedenasta średnia wyników, 1969 - 8. miejsce i trzecia średnia wyników, 1970 - wystąpił w dwóch pierwszych kolejkach ligi, zginął po wypadku w trzeciej kolejce)

## Osiągnięcia
Indywidualne Mistrzostwa Świata
- 1965 –  Londyn – Wembley – jako rezerwowy – nie startował → wyniki

Drużynowe Mistrzostwa Świata
- 1964 –  Abensberg – 4. miejsce – 2 pkt / 16 pkt
- 1966 –  Wrocław – 1. miejsce – 11 pkt / 41 pkt

Indywidualne Mistrzostwa Polski
- 1961 – Rzeszów – 13. miejsce – 2 pkt
- 1964 – Rybnik – 8. miejsce – 8 pkt
- 1965 – Rybnik – 7. miejsce – 7 pkt
- 1966 – Rybnik – 2. miejsce – 13 pkt

Srebrny Kask
- 1962 – 7 turniejów – 12. miejsce – 37 pkt

Złoty Kask
- 1965 – 8 turniejów – NS – 20 pkt
- 1966 – 7 turniejów – 6. miejsce – 49 pkt

## Inne ważniejsze turnieje
| Osiągnięcia: | Osiągnięcia: | 8. miejsce (1962) | 8. miejsce (1962) | 8. miejsce (1962) | 8. miejsce (1962) |
| Sezon        | Miasto       | Msc               | Pkt               | Biegi             | Kluby             |
| 1962         | Leszno       | 8                 | 5                 | (2,0,3,0)         | Toruń             |